# Lampona whaleback
Lampona whaleback är en spindelart som beskrevs av Norman I. Platnick 2000. Lampona whaleback ingår i släktet Lampona och familjen Lamponidae.
Artens utbredningsområde är Western Australia. Inga underarter finns listade i Catalogue of Life.